# Stanford Linear Accelerator Center

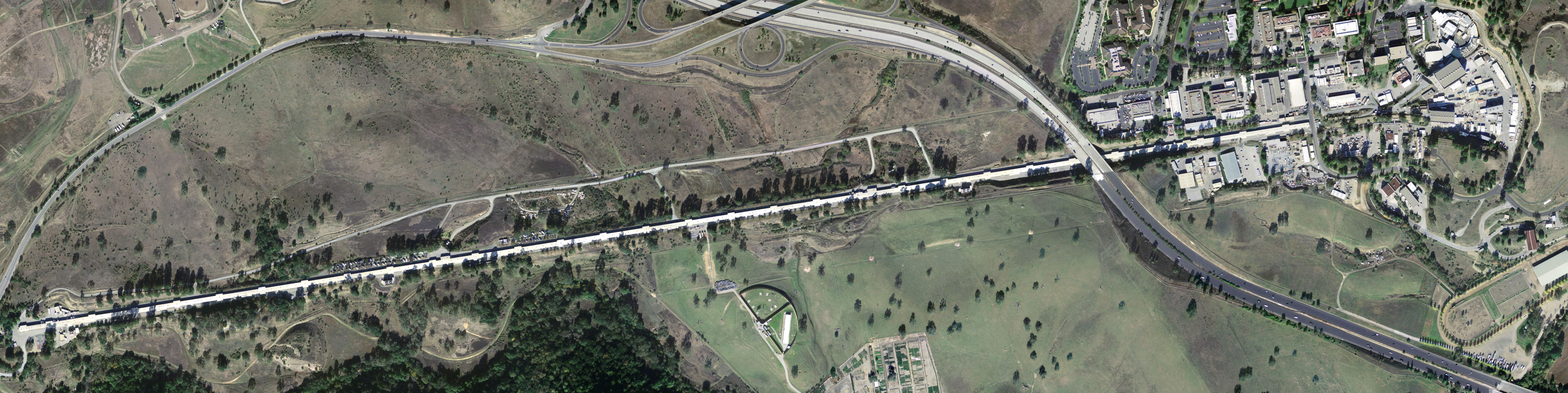
Flygbild från sidan över Stanford Linear Accelerator Center

Stanford Linear Accelerator Center (SLAC) är en partikelaccelerator på Stanford University i San Francisco, Kalifornien. SLAC:s mål är att forska om fotoner och elementarpartiklar och drivs av Stanford University samt Amerikanska energimyndigheten (eng. US Depertment of Energy).